# Frederic Mompou
Frederic Mompou i Dancausse, ook wel Federico Mompou (Barcelona, 16 april 1893 – aldaar, 30 juni 1987) was een Catalaanse componist. Hij is vooral bekend door zijn muziek voor piano.

## Vroege levensloop
Federico Mompou i Dencausse werd geboren als zoon van de jurist Frederic Mompou en diens echtgenote van Franse origine, Josefina Dencausse. Zijn broer Josep Mompou werd kunstschilder. Diens schets van een eenvoudig boerenhuis kwam op de omslagen van alle gepubliceerde muziek van Federico te staan.
Mompou studeerde in Barcelona piano bij Pedro Serra aan het Conservatorio Superior de Música del Liceu. Op vijftienjarige leeftijd gaf hij zijn eerste recital in het openbaar. In 1909 hoorde hij Gabriel Fauré's Kwintet nr. 1, opus 89, uitvoeren. De diepe en blijvende indruk daarvan leidde tot het verlangen om componist te worden en wel via een opleiding in Parijs. Met een schriftelijke aanbeveling van Enrique Granados op zak vertrok Mompou in 1911 om te studeren aan het Conservatoire de Paris, waar Gabriel Fauré aan het hoofd stond. De aanbevelingsbrief is overigens nooit bij Fauré aangekomen. Mompou begon bij het Conservatoire (met nog een Spanjaard, José Iturbi) aan een studie bij het hoofd van de pianoafdeling, Isidor Philipp, een Franse pianist, componist en pedagoog van Joods-Hongaarse afkomst. Hij nam privélessen bij de Franse pianist Ferdinand Motte-Lacroix, lessen harmonie en compositie bij de Franse componist, organist en operaregisseur Marcel Samuel-Roussea en onderging de invloed van het Franse muzikale impressionisme. In 1911 schreef Mompou zijn eerste werk voor piano.
Mompou was extreem verlegen, introvert en neigde ertoe zichzelf weg te cijferen. Hoewel hij in kleine gezelschappen goed functioneerde en op besloten soirées veelvuldig eigen composities uitvoerde – nooit in het openbaar – was een carrière als solopianist onhaalbaar. Hij besloot zich aan het componeren te wijden. In 1914 keerde hij uit het oorlogvoerende Frankrijk terug naar Barcelona. De eerste publicaties waren Impresiones íntimas en Scènes d'enfants (voor piano) en het lied L’hora grisa. Zijn esthetische richtsnoer bleek hier al: maximale expressie met minimale middelen. Cants magics verscheen in 1920, voornamelijk als vrucht van de voorspraak van zijn vriend Agustin Quintas.
Mompou keerde in 1921 naar Parijs terug. Zijn muziek werd nu regelmatig in het openbaar uitgevoerd, onder andere door zijn eerdere docent Motte-Lacroix. Diens uitvoering van Scènes d'enfants (1915–18) in 1921 bracht de Franse criticus Émile Vuillermoz ertoe Mompou uit te roepen tot "de enige discipel en opvolger" van Claude Debussy. Mompou werd zomaar een favoriet in de Parijse muziekwereld. Hij kon contacten leggen met de voornaamste Franse componisten. Uit deze periode dateren de pianowerken Dialogues en het lied Cançoneta incerta.
Evengoed had hij het niet gemakkelijk in Parijs. Tussen 1931 en 1941 publiceerde hij niets. Om te ontkomen aan de Duitse bezetting van Parijs keerde hij in 1941 naar zijn geboortestreek Catalonië terug. In die tijd overleed zijn vader en werd zijn broer ernstig ziek.
De Spaanse Burgeroorlog (1936-1939) drukte zwaar op hem. Zijn financiële situatie was vaak zo slecht dat hij niet aan muziek toekwam. Hij beproefde diverse commerciële projecten, waaronder een poging om de traditionele klokkengieterij van de familie nieuw leven in te blazen. Wel bleef hij pianomuziek en liederen componeren. In 1941 leerde hij de pianiste Carme Bravo (1919-2007) kennen op een pianoconcours. Haar uitvoering van Robert Schumanns muziek maakte grote indruk.

## Invloed en latere levensloop
Diverse composities voor piano zijn georkestreerd door John Lanchbery en gingen in 1955 in Londen in première bij Kenneth MacMillans ballet La Casa de los Pájaros (Het Vogelhuis). Dit ballet werd ook opgevoerd op het vierde Festival de Música y Danza in Granada.
In 1956 kwam Don Perlimpin (ook geschreven als Don Perlimpinada) uit, een ballet gebaseerd op een toneelstuk van de Spaanse progressieve dichter en toneelschrijver Federico García Lorca (1898-1936). De muziek daarvoor werd in samenwerking tussen Mompou en de Catalaanse componist, muziekcriticus en compositiedocent Xavier Montsalvatge (1912-2002) geschreven. Mompous aandeel was het grootst, maar Montsalvatge hielp met orkestreren en verbindende passage en nog twee eigen composities.
In 1957, op 64-jarige leeftijd, huwde Mompou met de beduidend jongere Carme Bravo. Het was voor beiden het eerste huwelijk. Er kwamen geen kinderen.
Uit 1964 dateert een compositie van gewijde muziek, het oratorium Los improperios.

## Late jaren

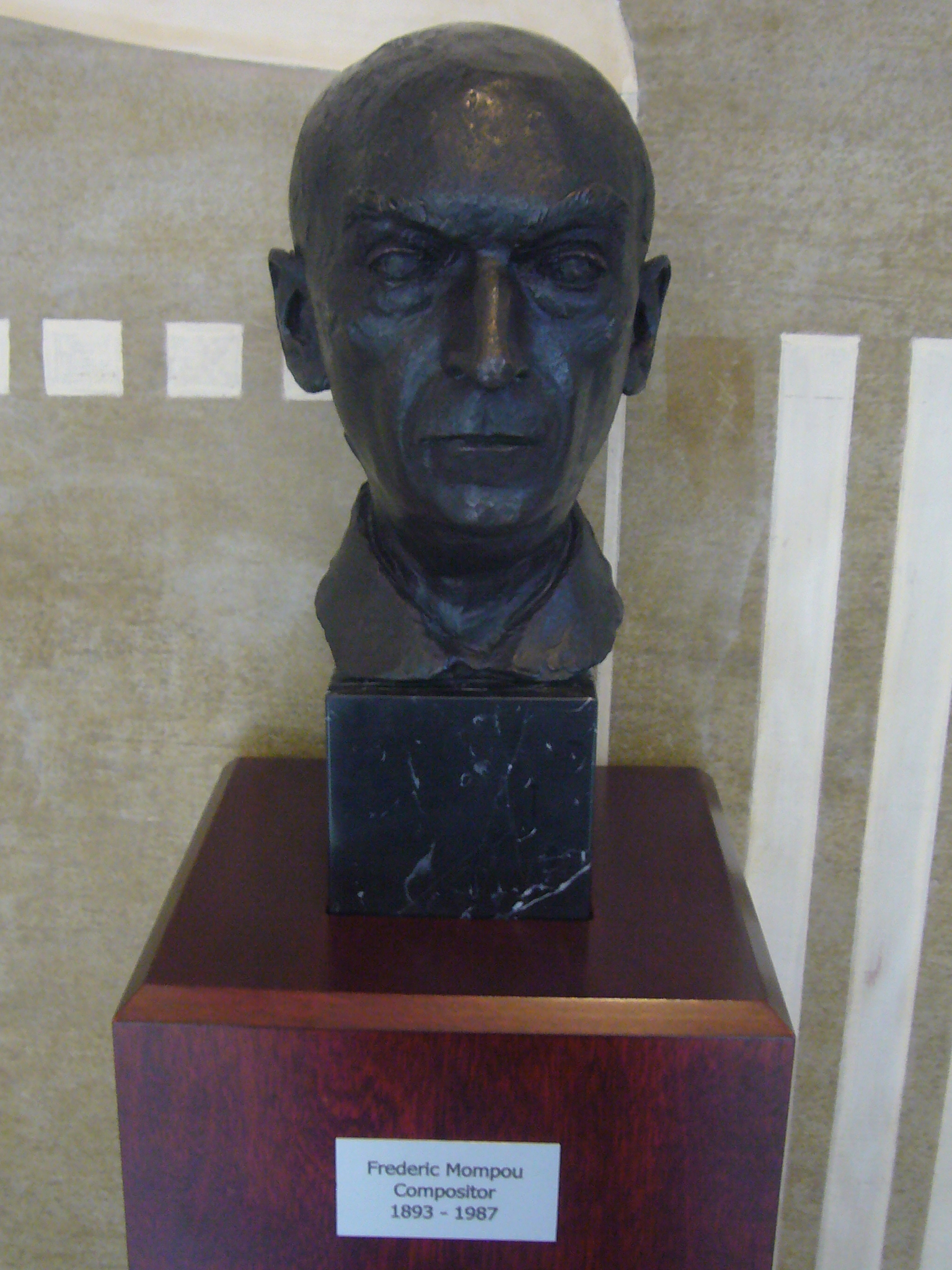
Buste van Frederic Mompou i Dencausse in het Palau de la Música Catalana

In 1974 nam Mompou zijn pianowerken op voor het Spaanse label Ensayo. De opnamen kwamen uit op vier cd's van Ensayo en Brilliant Classics. Mompous muziek is ook opgenomen door pianisten van aanzien zoals onder anderen Stephen Hough, Alexandre Tharaud en Alicia de Larrocha – met wie hij bevriend was en aan wie hij het vierde boek van de Música Callada opdroeg. Zij was het via wie het vierde boek een openbare uitvoering kreeg. Zowel Arthur Rubinstein als Arturo Benedetti Michelangeli hebben opnamen gemaakt van een keuze uit de Cançons i Danses. De Spaanse sopraan Victoria de los Ángeles nam Mompous aangrijpende liederencyclus El combat del somni op. Er bestaat nog een video-opname waarop zij een van de liederen zingt in haar huiskamer met de componist als begeleider.
In de loop van zijn carrière ontving Mompou talrijke onderscheidingen waaronder Chevalier des arts et lettres (Frankrijk), Premio Nacional de Música (Spanje), Doctor honoris causa, Universitat de Barcelona (1979) en Medalla d'Or de la Generalitat de Catalunya, de hoogste Catalaanse onderscheiding (1980).
Mompou steunde aanvankelijk Franco's regime en werd (daarmee?) lid van de Real Academia Catalana de Bellas Artes de San Jorge (Koninklijke Catalaanse Academie van Schone Kunsten van San Jorge) in Barcelona. Hij ontving de Premio Nacional de Música de España. Hij leefde teruggetrokken, niet politiek-actief, aan de Passeig de Gràcia. Een hersenbloeding in 1978 maakte verder componeren onmogelijk. Mompou stierf in Barcelona op 94-jarige leeftijd ten gevolge van ademhalingsfalen. Hij ligt begraven op de begraafplaats van Montjuïc.
Na de dood van Carmen Bravo, in 2007, kwamen er ongeveer 80 ongepubliceerde en tot dan toe onbekende werken aan het licht in Mompous bescheiden en in het archief van de Nationale Bibliotheek van Catalonië. Enkele daarvan werden in 2008 uitgevoerd in Barcelona door Jordi Masó en Mac McClure. Vele andere gingen in première in 2009 onder de handen van Marcel Worms.

## Stijl
Mompou is vooral bekend als miniaturist. Hij schreef korte, op improvisaties lijkende muziekstukken die als "delicaat" of "intiem" beschreven kunnen worden. In zijn eigen woorden was hij “een man van weinig woorden en een musicus van weinig noten.” Het Frans impressionisme en Erik Satie waren zijn voornaamste inspiratiebronnen. Dit heeft geresulteerd in een stijl met weinig uitwerkingen en waarin expressie vooral is geconcentreerd in kleine vormen. Mompou hield van ostinato figuren, klokimitaties en een soort gedragen, meditatief geluid.
De voornaamste invloeden op hem waren het Franse muzikale impressionisme, Erik Satie, Gabriel Fauré en Francis Poulenc. Dit resulteerde in een stijl waarin de muzikale ontwikkeling minimaal wordt gehouden en waarin de expressie in heel kleine vormen wordt geconcentreerd. Hij verwerkte graag Catalaanse volkswijsjes en had een voorliefde voor ostinatomotieven, carillonimitaties (een jeugdherinnering: de familie van zijn moeder bezat de klokkengieterij Dencausse en zijn grootvader werkte daar) en een soort zangerige, meditatieve klank. De volste expressie daarvan is te vinden in zijn meesterwerk Música Callada (Verzwegen Muziek). Een bron is de mystieke poëzie van de zestiende-eeuwse Spaanse dichter San Juan de la Cruz (Sint Jan van het Kruis). Daar vond hij een weergave van zijn eigen esthetische ideaal: een muziek om “de stem van de stilte” te zijn, zonder ijdelheid en opsmuk. De woorden “la música callada, la soledad sonora” (de verzwegen muziek, de eenzaamheid in klank) komen uit San Juans “Canto espiritual.” Het werk gebruikt heel eenvoudige, zelfs kinderlijke melodietjes, maar gekleurd met weemoed, melancholie en een nostalgisch verlangen naar het verre en verlorene. Nog een invloed op Mompou waren de geluiden van de haven van Barcelona, zoals van meeuwen of ook van spelende kinderen. Een esthetisch uitgangspunt was om niet te veel van de eigen subjectiviteit in de compositie te leggen.
Anders gezegd, Mompou was geen bouwer van grote structuren. Met een componist als Beethoven voelde hij niet veel verwantschap. Hij miste er de concentratie in. Wel componeerde hij zorgvuldig. Geplaagd door zelftwijfel, kon hij veel tijd uittrekken voor slechts één akkoord. In zijn autografen nam hij vaak niet de moeite notenbalken te trekken of toonaardsleutels te schrijven. Een veelvuldig terugkerende “wortel” in Mompous werk, al op jonge leeftijd bedacht, is het akkoord G♭-C-E♭-A♭-D. Hij noemde het Barri de platja (strandbuurt) en zei: “Dit is echt mijn akkoord.” Ook al zijn er invloeden aan te wijzen (zie boven), Mompou bereikte al vroeg zijn eigen stijl en kwaliteitsniveau.
“De minst gecomponeerde muziek ter wereld” – Mompous woorden, niet geheel naar waarheid – leende zich wel tot orkestraties door anderen en tot verwerking in een jazzidioom. In 2011 bracht het Berlijnse 360° Theaterensemble met succes een bewerking voor het toneel in première van de bundel Suburbis uit 1917.

## Stichting Frederic Mompou
Mompous weduwe Carmen Bravo en anderen richtten in 2006 de Fundación Frederic Mompou op om de bekendheid van het oeuvre van de componist te vergroten. Op haar wens betrok de stichting na de dood van de weduwe in 2007 haar woning, waar ze drie mappen met onuitgegeven werk van Monpou aantrof.
De Stichting presenteerde in 2008 een veertigtal tot dan toe ongepubliceerde pianostukken uit de jaren 1911 tot 1920, evenals enkele werken uit de jaren 1940. Een selectie uit dit werk werd in 2009 op CD vastgelegd door de Amsterdamse pianist Marcel Worms.

## Geselecteerde werken

### Voor piano
- Impresiones intimas (1911-1914)
- Scènes d’enfants (1915-1918; georkestreerd door Alexandre Tansman)
- Suburbis (1916-1917) (georkestreerd door Manuel Rosenthal)
- Charmes (1920-1921)
- Cançons i danses (1921-1979)
- Dialogues (1923)
- Préludes (1927-1960)
- Variations sur un thème de Chopin (1938-1957)
- Paisajes (1942-1960)
- Canción de cuna (1951)
- Musica callada (Eerste boek 1959, tweede boek 1962, derde boek 1965, vierde boek 1967)

### Voor piano en zang
- L'hora grisa (1916)
- Cuatro melodías (1925)
- Comptines (1926-1943)
- Combat del somni (1942-1950
- Cantar del alma (1951)
- Canciones becquerianas (1971)

### Overige
- Suite Compostelana voor gitaar(1962)
- Los Improperios voor koor en orkest (Beklag Gods; 1964; ter herinnering aan Francis Poulenc)
- Cançó i dansa No. 13 voor gitaar(1986)
- Cançó i dansa No. 10 oorspronkelijk voor piano, arrangement voor gitaar door de componist.